# Одиназода, Хайдар Одина
Хайдар Одиназода (тадж. Ҳайдар Одиназода; род. 2 декабря 1955) — доктор технических наук, профессор, член-корреспондент НАНТ.

## Биография
Хайдар Одиназода родился 12 декабря 1955 года в Республике Таджикистан. В 1983 году окончил механико-технологический факультет Таджикского политехнического института по специальности машины и аппараты текстильной промышленности.
Свою трудовую деятельность начал в 1973 году с должности бухгалтера на хлопкоперерабатывающем предприятии, затем в 1974—1976 г.г. служил в рядах Советской Армии.

## Работа
С 1976 по 1978 г.г. Хайдар Одиназода работал в должности рабочего асфальтового завода ПМК −10 Московского района Кулябской области. По окончании института работал в должности преподавателя кафедры технологии металлов Таджикского политехнического института, затем в 1985—1988 г.г. был аспирантом Института химии АН РТ. С 1988 по 1991 г.г. Хайдар Одиназода продолжил свою трудовую деятельность в должности преподавателя Таджикского политехнического института, затем с 1991 по 1993 г.г. ведущий специалист, заместитель начальника отдела межотраслевых и межреспубликанских отношений Министерства экономики РТ. С 1993 по 1995 г.г. назначен начальником учебной части Таджикского технического университета им. ак. М. С .Осими, а с 1995 по 1996 г.г. начальник Управления среднего и высшего профессионального образования РТ. С 1996 по 2005 г.г. Х .О. Одиназода является заместителем министра образования РТ, а с 2005 по 2008 г.г. заведующий отделом науки и образования Исполнительного Аппарата Президента РТ. С ноября 2008 по 30 июня 2009 года назначен начальником Государственной службы по надзору в области образования.
Правительство Республики Таджикистан назначило Х .О. Одиназода на должность директора филиала МГУ им. М. В. Ломоносова в г. Душанбе, где проработал с 01.07.2009 по 06.12.2013 г.г.
С 2013  по 2022 г.г.  ректор Таджикского технического университета имени академика М. С. Осими.
В 2004 году профессор Хайдар Одиназода избран членом-корреспондентом Академии наук Республики Таджикистан.
Хайдар Одиназода является автором более чем 84 научных статей, 4 монографий и научно — методических трудов, посвящённых актуальным проблемам в области металлургии, которые напечатаны как внутри республики, так и за её пределами.

## Награды
Хайдар Одиназода за особые заслуги и значительный вклад в сферу науки и образования присвоено звание «Отличник образования РТ» (2000), «Заслуженный работник Таджикистана» (2002), член — корреспондент Таджикского отделения Международной академии наук высшей школы, награждён Почётным орденом Национального патентно — информационного центра (2003) и юбилейной медалью «20-летие независимости Республики Таджикистан» (2011).